# Plano Mil Talentos
O Plano Mil Talentos ou Programa Mil Talentos (PMT), ou Programas de Recrutamento de Talentos de Alto Nível no Exterior, é um programa do governo central da China para recrutar especialistas em ciência e tecnologia do exterior, principalmente, mas não exclusivamente, de comunidades chinesas no exterior.
As avaliações da eficácia e do impacto do programa têm sido mistas. Embora o programa tenha atraído com sucesso os melhores talentos internacionais para a China, sua eficácia em reter esses indivíduos tem sido questionada, com muitos dos cientistas mais talentosos dispostos a passar curtos períodos na China, mas não a abandonar seus cargos efetivos nas principais universidades ocidentais. Um estudo publicado em 2023 descobriu que o programa teve sucesso no recrutamento de talentos acadêmicos de alto calibre cuja publicação de artigos científicos supera seus pares. Agências de aplicação da lei e contraespionagem nos Estados Unidos, Austrália, Canadá e outros países levantaram preocupações sobre o programa como um vetor para espionagem e roubo de propriedade intelectual.

## Seleção
O programa Mil Talentos visa principalmente os cidadãos chineses que foram educados em programas de elite no exterior e que tiveram sucesso como empresários, profissionais e pesquisadores. O programa também reconhece um pequeno número de especialistas estrangeiros de elite com habilidades essenciais para a competitividade internacional da China em ciência e inovação. Especialistas internacionais na última categoria são geralmente vencedores de prêmios importantes, como o Prêmio Nobel e a Medalha Fields, e espera-se que primeiro tenham feito contribuições de renome internacional para um campo de importância tecnológica para a China e, em segundo lugar, que ocupem um cargo titular na uma das melhores universidades do mundo ou um cargo sênior em uma organização de pesquisa internacionalmente importante.